# Jan Matura
Jan Matura (Český Krumlov, 29 januari 1980) is een Tsjechische schansspringer en voormalige noordse combinatieskiër. Hij vertegenwoordigde zijn vaderland op de Olympische Winterspelen 1998 in Nagano, op de Olympische Winterspelen 2002 in Salt Lake City en op de Olympische Winterspelen 2006 in Turijn.

## Carrière
Op de wereldkampioenschappen noordse combinatie 1997 in Trondheim eindigde Matura samen met Ladislav Rygl, Milan Kučera en František Maka op de vierde plaats in de landenwedstrijd. Tijdens de Olympische Winterspelen van 1998 in Nagano eindigde hij individueel op de 35e plaats, in de landenwedstrijd eindigde hij samen met Marek Fiurášek, Milan Kučera en Ladislav Rygl op de achtste plaats. Bij zijn wereldbekerdebuut, in januari 1999 in Schonach eindigde de Tsjech op de negende plaats. Op de wereldkampioenschappen noordse combinatie 1999 en 2001 wist hij geen goede resultaten te behalen. Omdat hij vooral door mindere langlaufresultaten niet wist door te breken stapte hij over naar het schansspringen.

### Overstap naar schansspringen
Matura maakte zijn wereldbekerdebuut in januari 2002 in Innsbruck. Ruim een jaar later scoorde hij in Planica zijn eerste wereldbekerpunten. In januari 2011 eindigde de Tsjech in Sapporo voor de eerste maal in de top tien van een wereldbekerwedstrijd. Op 19 januari 2013 boekte Matura in Sapporo zijn eerste wereldbekerzege.
De Tsjech nam in zijn carrière vijfmaal deel aan de wereldkampioenschappen schansspringen. Zijn beste resultaat was de twintigste plaats op de grote schans tijdens de wereldkampioenschappen schansspringen 2003 in Val di Fiemme, met het Tsjechische team eindigde hij meerdere keren in de top tien. Matura nam vijf keer deel aan de wereldkampioenschappen skivliegen met als beste resultaat de 28e op zowel de wereldkampioenschappen skivliegen 2004 als de wereldkampioenschappen skivliegen 2012. Bij al zijn deelnames eindigde hij met zijn landgenoten in de top tien van de landenwedstrijd.
Matura nam tweemaal als schansspringer deel aan de Olympische Winterspelen. Zijn beste prestatie was de 21e plaats op de normale schans tijdens de Olympische Winterspelen van 2006 in Turijn. Op dat toernooi eindigde hij met zijn landgenoten als negende in de landenwedstrijd.

## Resultaten

### Noordse combinatie

#### Olympische Spelen
| Jaar | Plaats | Resultaten                  |
| ---- | ------ | --------------------------- |
| 1998 | Nagano | 35e 15 km Gundersen 8e Team |

#### Wereldkampioenschappen
| Jaar | Plaats    | Resultaten                           |
| ---- | --------- | ------------------------------------ |
| 1997 | Trondheim | 4e Team                              |
| 1999 | Ramsau    | 49 7,5 km Sprint 34e 15 km Gundersen |
| 2001 | Lahti     | 44e 15 km Gundersen                  |

#### Wereldbeker
Eindklasseringen
| Seizoen   | Plaats |
| --------- | ------ |
| 1996/1997 | 50e    |
| 1998/1999 | 36e    |
| 2000/2001 | 55e    |

### Schansspringen

#### Olympische Spelen
| Jaar | Plaats         | Resultaten                        |
| ---- | -------------- | --------------------------------- |
| 2002 | Salt Lake City | 47e K90 12e K120 Team             |
| 2006 | Turijn         | 21e HS106 22e HS140 9e HS140 Team |

#### Wereldkampioenschappen
| Jaar | Plaats        | Resultaten                                      |
| ---- | ------------- | ----------------------------------------------- |
| 1997 | Trondheim     | 37e K120                                        |
| 2003 | Val di Fiemme | 28e K95 20e K120 8e K120 Team                   |
| 2005 | Oberstdorf    | 23e HS100 23e HS137 7e HS100 Team 8e HS137 Team |
| 2007 | Sapporo       | 9e HS134 Team                                   |
| 2011 | Oslo          | 40e HS134 7e HS106 Team 8e HS134 Team           |

### Wereldkampioenschappen skivliegen
| Jaar | Plaats          | Resultaten              |
| ---- | --------------- | ----------------------- |
| 2004 | Planica         | 37e K185 9e K185 Team   |
| 2006 | Bad Mitterndorf | 28e HS180 8e HS180 Team |
| 2008 | Oberstdorf      | 33e HS213 6e HS213 Team |
| 2010 | Planica         | 35e HS215 5e HS215 Team |
| 2012 | Vikersund       | 28e HS225 6e HS225 Team |

#### Wereldbeker
Eindklasseringen
| Seizoen   | Algm | SV  | 4S  | NT  |
| --------- | ---- | --- | --- | --- |
| 2001/2002 | –    | –   | 66e | –   |
| 2002/2003 | 72e  | –   | 65e | –   |
| 2003/2004 | 51e  | –   | 51e | 57e |
| 2004/2005 | 44e  | –   | 43e | 43e |
| 2005/2006 | 34e  | –   | 40e | 31e |
| 2006/2007 | 57e  | –   | 54e | –   |
| 2007/2008 | 44e  | –   | 41e | 55e |
| 2008/2009 | 66e  | 51e | –   | –   |
| 2009/2010 | 53e  | 40e | 45e | 40e |
| 2010/2011 | 27e  | 23e | 42e |     |
| 2011/2012 | 52e  | –   | 47e |     |

Wereldbekerzeges
| Datum           | Plaats  | Schans |
| --------------- | ------- | ------ |
| 19 januari 2013 | Sapporo | HS134  |
| 20 januari 2013 | Sapporo | HS134  |

#### Grand-Prix
Eindklasseringen
| Jaar | Plaats |
| ---- | ------ |
| 2003 | 45e    |
| 2004 | 39e    |
| 2005 | 6e     |
| 2007 | 53e    |
| 2008 | 63e    |
| 2009 | 62e    |
| 2010 | 32e    |
| 2011 | 48e    |
| 2012 | 33e    |